# Championnat de France masculin de kin-ball 2009-2010
La saison 2009-2010 a opposé 11 équipes de kin-ball qui représenteront 6 clubs français: Kin-ball Association Rennes, SCO Kin-ball Angers, Association Kin-ball Armor - Montcontour, Junior Association de Quintin, Avenir A Kin-ball et Landeronde Kin-ball.
Le championnat a utilisé la formule 3 de 7. Les équipes s'affrontent sur des périodes de 7 minutes. Le vainqueur de 3 périodes remporte le match et se verra attribuer 3 points, le second se verra attribuer 1 point (après prolongation s'il le faut) et le troisième n'aura aucun point.

## Équipes engagées
- Kin-ball Association Rennes (3 équipes)
  - Rennes Cleunay (anciennement Rennes 1)
  - Kin-ball 2 Rennes (anciennement Rennes 2)
  - Bulots de Rennes
- SCO Kin-ball Angers (3 équipes)
  - Angers 1
  - Angers 2
  - Angers 3 (anciennement Angers justice)
- Association Kin-ball Armor - Montcontour
- Grosse Boule Quintinaise (2 équipes)
  - Quintin 1
  - Quintin 2
- Avenir A Kin-ball
- Landeronde Kin-ball (forfait)

## Classement final
Champion :  Quintin 1
| Place | Équipes           | Points | MJ | Première place | Seconde place | Troisième place | Nb Périodes |
| ----- | ----------------- | ------ | -- | -------------- | ------------- | --------------- | ----------- |
| 1     | Quintin 1         | 23     | 9  | 7              | 2             | 0               | 23          |
| 2     | Angers 3          | 19     | 9  | 5              | 4             | 0               | 20          |
| 3     | Rennes Volga      | 19     | 9  | 5              | 4             | 0               | 19          |
| 4     | Angers 1          | 18     | 9  | 6              | 0             | 3               | 19          |
| 5     | Bulots de Rennes  | 17     | 9  | 5              | 2             | 2               | 19          |
| 6     | Avenir A Kin-ball | 13     | 9  | 3              | 4             | 2               | 16          |
| 7     | Kin-ball 2 Rennes | 8      | 9  | 1              | 5             | 3               | 6           |
| 8     | Montcontour       | 7      | 9  | 1              | 4             | 4               | 3           |
| 9     | Quintin 2         | 5      | 9  | 0              | 5             | 4               | 4           |
| 10    | Angers 2          | 4      | 9  | 0              | 4             | 5               | 2           |
| 11    | Landéronde        | 0      | 9  | 0              | 0             | 9               | 0           |